# L'Homme qui voulait vivre sa vie (film)
Pour le roman de Douglas Kennedy, voir L'Homme qui voulait vivre sa vie.
Pour plus de détails, voir Fiche technique et Distribution.
L'Homme qui voulait vivre sa vie est un film français d'Éric Lartigau inspiré du roman du même nom de Douglas Kennedy, sorti le 3 novembre 2010.

## Synopsis
Paul Exben, jeune avocat à succès, semble avoir tout pour lui : Sarah, sa femme charmante, deux beaux enfants, une demeure de rêve et une situation très confortable. En outre, Anne, son associée, sans enfant et qui se sait condamnée par une grave maladie, s’apprête à lui donner ses parts du cabinet qu’ils dirigent ensemble. Il n’a qu’un seul regret : ne pas avoir le temps de satisfaire son hobby : la photographie.
Un jour, Paul s’aperçoit que Sarah, depuis quelque temps plus distante, le trompe. Au cours d’une explication en tête à tête avec Grégoire Kremer, l’amant, qui se montre méprisant et insultant, la discussion s’envenime et il tue celui-ci par accident. Il décide alors de tout quitter : femme, enfants, maison et métier.
Il commence par prévenir Anne qu’il ne reprendra pas ses parts. En même temps, il prépare méthodiquement son effacement. Tout d’abord, il cache pendant quelques jours le corps de Grégoire dans un congélateur. Puis, il envoie de faux mails émanant de sa victime faisant part à tous d’un départ inopiné. Ensuite, il se fait faire de faux papiers au nom de celle-ci. Enfin, il prend le large avec son voilier pour jeter le corps de Grégoire dans la mer et enfin il fait sauter le bateau pour faire croire qu’il est mort dans l’explosion. Puis, il prend la route avec la voiture de Grégoire et part s’installer incognito au Montenegro, dans un village loin de tout, où il loue un bouge.
Là, il hante le village, le port, le cimetière à bateaux, prend des photos sur le vif et vit enfin sa passion : la photographie. Il se lie d’amitié avec Bartholomé, un vieil ivrogne français comme lui qu’il prend d’abord pour un sans-abri, mais qui en fait travaille pour une revue d’art. Il fait ainsi la connaissance d’Ivana, la rédactrice en chef de la revue, avec qui il entame une liaison, et qui ne tarde pas à le rendre célèbre.
Mais Paul se rend compte que cette notoriété naissante est incompatible avec la fausse identité qu’il s’est donnée. Il maquille donc à nouveau une fausse mort et s’enfuit sur un cargo, cette fois vers l’Amérique du sud. Au cours de la traversée, il est témoin d’un crime collectif : l’équipage jette à la mer des clandestins. Découvert alors qu’il prend des photos de ces assassinats, il est à son tour jeté à l’eau. L’un des membres de l’équipage qui a voulu prendre son parti est à son tour balancé par-dessus bord, mais celui-ci a eu le temps de lancer à la mer un canot de survie, ce qui les sauve tous les deux. Paul a pu sauver un négatif de ses prises de vues et l’affaire fait un énorme scandale. Mais, comme il ne peut se faire connaître, c’est son compagnon d’infortune qui devient célèbre à sa place.
Et Paul retourne à la clandestinité et à sa vie d’errance sans fin.

## Fiche technique
- Titre : L'Homme qui voulait vivre sa vie
- Titres internationaux : The Big Picture & The Man That Wanted to Live His Life
- Réalisation : Éric Lartigau
- Scénario, dialogues et adaptation : Éric Lartigau et Laurent de Bartillat, assistés de Stéphane Cabel, Emmanuelle Bercot et Bernard Jeanjean, d'après le roman éponyme de Douglas Kennedy
- Budget : 9.82M€[1]
- Durée : 115 minutes
- Box-office Europe : 1 253 658 entrées[2]
- Producteurs : Pierre-Ange Le Pogam et Luc Besson
- Producteur délégué : Didier Hoarau
- Producteur exécutif au Monténégro : Andjelija Vlaisavljevic
- Sociétés de production : EuropaCorp, TF1 Films Production, CiBy 2000, Canal+, CinéCinéma et Cofinova 6
- Sociétés de distribution : EuropaCorp Distribution (France), Artificial Eye( Royaume-Uni et  Irlande) et Universum Film AG ( Allemagne)
- Photographie : Laurent Dailland
- Montage : Juliette Welfling
- Casting : Pierre-Jacques Bénichou
- Cascades : David Julienne et Michel Julienne
- Musique : Evguéni Galperine et Sacha Galperine
- Décors : Olivier Radot
- Genre : drame et thriller
- Son : Dolby numérique
- Langues : français, serbe et anglais
- Format : 35 mm - couleur - 2.35 : 1 - Cinemascope
- Costumes : Anne Schotte
- Date de sortie : 3 novembre 2010 en France
- Les photographies exposées dans le film sont des œuvres d'Antoine d'Agata[3].

## Distribution
- Romain Duris : Paul Exben
- Marina Foïs : Sarah Exben, la femme de Paul
- Branka Katić : Ivana
- Niels Arestrup : Bartholomé
- Catherine Deneuve : Anne
- Éric Ruf : Grégoire Kremer, l'amant de Sarah
- Enzo Caçote : Hugo
- Esteban Carvajal Alegria : Valéry Grey, le jeune héritier je-m-en-foutiste
- Pierre-Ange Le Pogam : Erwan, le marin breton
- Jérôme Jougla : le barman du bar du village
- Jean-Paul Bathany : Jean-Claude
- Florence Muller : Clarisse
- Douglas Kennedy : un homme marchant sur le quai de gare

## Production

### Tournage
Les extérieurs sur la mer Adriatique ont été en partie filmés dans les bouches de Kotor au Monténégro.
Les côtes du Golfe du Morbihan, Crac'h (la maison en Bretagne), le pont de Kérisper à La Trinité-sur-Mer, le petit port de pêche du Bono, près de Locmariaquer.
Les scènes à Paris se déroulent rue de l'Amiral-d'Estaing et au restaurant japonais Matsuri, 2-4 rue de Passy (16e arrondissement), ainsi que dans le 7e arrondissement (place du Palais-Bourbon, musée du Quai Branly et avenue de La Motte-Picquet).

## Distinctions

### Nominations
Le film a reçu deux nominations à la 36e cérémonie des César : meilleur acteur dans un second rôle pour Niels Arestrup et meilleure adaptation pour Éric Lartigau et Laurent de Bartillat.

## Autour du film
Une apparition de Douglas Kennedy sur le quai de la gare à 58 min 22 s.